# Glaphyromorphus arnhemicus
Glaphyromorphus arnhemicus — вид сцинкоподібних ящірок родини сцинкових (Scincidae). Ендемік Австралії.

## Поширення і екологія
Glaphyromorphus arnhemicus мешкають на крайньому північному сході півострова Арнемленд, зокрема на трьох островах Уессел. Вони живуть в різноманітних природних середовищах, зокрема у вологих мусонних лісах і рідколіссях та на прибережних дюнах, де зустрічаються у вологих мікросередовищах, серед опалого листя і хмизу та під камінням, біля підніжжя скель і на берегах струмків. Є живородними.